# Eurovisiesongfestival 1957

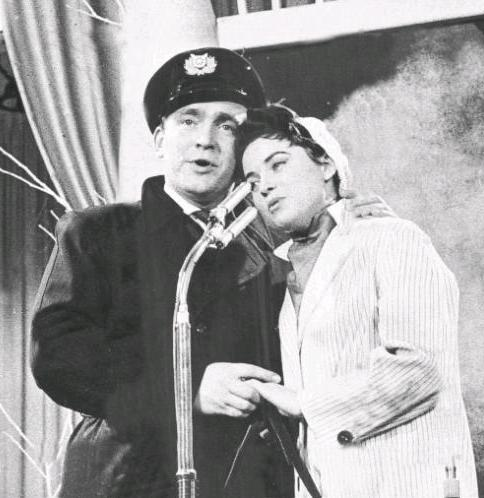
De Deense deelnemers Birthe Wilke en Gustav Winckler zingen Skibet skal sejle i nat

Het Eurovisiesongfestival 1957 was het tweede Eurovisiesongfestival en vond plaats op 3 maart 1957 in Frankfurt am Main, West-Duitsland. Het programma werd gepresenteerd door Anaid Iplikjan. Van de 10 deelnemende landen won Nederland met het lied Net als toen", uitgevoerd door Corry Brokken. Dit lied kreeg 31 punten, 31% van het totale aantal punten.
Met 17 punten werd Frankrijk tweede, gevolgd door Denemarken met 10 punten op de derde plaats.
De tweede wedstrijd was net als de vorige voornamelijk een radioprogramma, maar het aantal mensen met een televisie nam gestaag toe. Hoewel Zwitserland won in 1956 werd dit festival niet georganiseerd in dat land omdat de regel die bepaalt dat het winnende land het volgende festival organiseert nog niet was ingesteld. Er was oorspronkelijk voorgesteld dat elk deelnemend land op zijn beurt het evenement zou organiseren, maar wanneer alsmaar meer landen deelnamen werd dit onmogelijk.
In de wedstrijd van dit jaar duurde de Italiaanse inzending 5:09 minuten terwijl de Britse inzending enkel 1:52 minuten duurde. Hierna werd de '3 minuten-regel' ingesteld.
Birthe Wilke en Gustav Winckler deelden de langste kus die ooit in de wedstrijd heeft plaatsgevonden (14 seconden), hoewel natuurlijk enkel de mensen met een televisie hiervan getuige konden zijn. Dit was het resultaat van het vergeten om iemand aan te stellen die een teken zou geven wanneer de kus zou moeten eindigen.
De Duitse Margot Hielscher kan beschouwd worden als de eerste artieste in de songfestivalgeschiedenis die gebruik maakte van attributen. Tijdens haar lied Telefon, Telefon hield zij - zeer toepasselijk - een telefoonhoorn in haar hand.

## Interludium
Er was geen interludium in 1957.

## Puntentelling

### Stemstructuur
Elk land had tien juryleden, die elk 1 punt aan een liedje gaven. Anders dan vorig jaar was stemmen op het eigen land niet meer toegestaan.

### Score bijhouden
Ook anders dan in 1956 was dat de score werd bijgehouden op een scorebord dat in de zaal hing.
De deelnemende landen stonden niet op het bord. Wel stonden de titels van de liedjes vermeld met daarvoor het Romeinse nummer van het optreden.
Achter elk liedje stond het totaal.
De gegeven punten werden gelijk met het totaal van het land opgeteld.
Tijdens de puntentelling zat de presentatrice naast het scorebord achter een bureau, samen met een telefoniste die de scores meeschreef. Vanaf haar plek konden zij het scorebord niet zien.
Achter hen was de kaart van Europa zichtbaar. Een lampje gaf aan met welk land er contact was.

### Stemmen
De jury's werden opgebeld in omgekeerde volgorde van optreden.
Het geven van de punten ging in aflopende volgorde (van hoog naar laag).
De vertegenwoordiger van het land noemde het nummer, land en het aantal punten in het Engels of Frans.
De presentatrice herhaalde het nummer en het aantal punten in de taal waarin de punten gegeven werden. Waarna haar collega de punten in het Duits herhaalde. In het Frans en Engels gebruikte de presentatrice het woord votes.

### Beslissing
Luxemburg stemde als één-na-laatste en gaf maar één punt aan Nederland. Toch zette het groothertogdom daarmee de overwinning voor Nederland vast: met 31 punten was Nederland niet meer in te halen door Frankrijk, dat 15 punten had.

### Resultaat
| Plaats | Land                | Artiest                        | Lied                          | Punten |
| ------ | ------------------- | ------------------------------ | ----------------------------- | ------ |
| 1      | Nederland           | Corry Brokken                  | Net als toen                  | 31     |
| 2      | Frankrijk           | Paule Desjardins               | La belle amour                | 17     |
| 3      | Denemarken          | Birthe Wilke & Gustav Winckler | Skibet skal sejle i nat       | 10     |
| 4      | Luxemburg           | Danièle Dupré                  | Amours mortes (tant de peine) | 8      |
| 4      | Duitsland           | Margot Hielscher               | Telefon, Telefon              | 8      |
| 6      | Italië              | Nunzio Gallo                   | Corde della mia chitarra      | 7      |
| 7      | Verenigd Koninkrijk | Patricia Bredin                | All                           | 6      |
| 8      | België              | Bobbejaan Schoepen             | Straatdeuntje                 | 5      |
| 8      | Zwitserland         | Lys Assia                      | L'enfant que j'étais          | 5      |
| 10     | Oostenrijk          | Bob Martin                     | Wohin, kleines Pony?          | 3      |

## Scoreblad
|            |                     | Stem resultaten | Stem resultaten | Stem resultaten | Stem resultaten | Stem resultaten | Stem resultaten | Stem resultaten | Stem resultaten | Stem resultaten | Stem resultaten | Stem resultaten |
| ---------- | ------------------- | --------------- | --------------- | --------------- | --------------- | --------------- | --------------- | --------------- | --------------- | --------------- | --------------- | --------------- |
| Deelnemers | België              | 5               |                 |                 |                 |                 |                 |                 | 2               |                 | 2               | 1               |
| Deelnemers | Luxemburg           | 8               |                 |                 | 1               | 4               | 3               |                 |                 |                 |                 |                 |
| Deelnemers | Verenigd Koninkrijk | 6               | 1               | 1               |                 |                 | 1               | 1               |                 |                 |                 | 2               |
| Deelnemers | Italië              | 7               | 1               | 1               | 2               |                 |                 | 2               |                 |                 | 1               |                 |
| Deelnemers | Oostenrijk          | 3               |                 |                 | 2               |                 |                 | 1               |                 |                 |                 |                 |
| Deelnemers | Nederland           | 31              | 5               | 3               | 1               | 1               | 6               |                 | 1               | 4               | 3               | 7               |
| Deelnemers | Duitsland           | 8               | 1               |                 |                 | 1               |                 |                 |                 | 6               |                 |                 |
| Deelnemers | Frankrijk           | 17              | 2               | 4               | 2               |                 |                 | 1               | 6               |                 | 2               |                 |
| Deelnemers | Denemarken          | 10              |                 |                 | 2               | 3               |                 | 5               |                 |                 |                 |                 |
| Deelnemers | Zwitserland         | 5               |                 | 1               |                 | 1               |                 |                 | 1               |                 | 2               |                 |

### België
Voor België deed voor de eerste maal een Vlaamse artiest mee, nadat in 1956 twee Franstalige artiesten hadden deelgenomen. De keuze viel op de toen zeer populaire zanger Bobbejaan Schoepen, die het liedje Straatdeuntje - compleet met gefloten intermezzo - ten gehore bracht.

## Terugkerende artiesten
| Land        | Artiest       | Plaats | Eerdere deelname | Plaats toen |
| ----------- | ------------- | ------ | ---------------- | ----------- |
| Nederland   | Corry Brokken | 1      | Nederland 1956   | onbekend    |
| Zwitserland | Lys Assia     | 8      | Zwitserland 1956 | 1           |

## Debuterende landen

Deelnemende landen

- Oostenrijk
- Denemarken
- Verenigd Koninkrijk